# Hans Ey
Hans Ey (Hannover, 1916. június 19. – Földközi-tenger, 1941. november 16.) német tengeralattjáró-kapitány volt a második világháborúban. Egy hajót (2215 brt) rongált meg.

## Pályafutása
Hans Ey 1935. április 5-én csatlakozott a német haditengerészethez. 1941. május 23-án kinevezték az U–433 kapitányának.  Hajójával két járőrutat tett. Először Izland és Grönland környékén vadászott, másodszor pedig a Földközi-tenger volt az úti célja. 1941. november 16-án, keletre Gibraltártól a Brit Királyi Haditengerészet korvettje, az HMS Marigold mélységi bombákkal és fedélzeti fegyvereinek tüzével megsemmisítette a hajóját. Ey öt bajtársával együtt meghalt.

## Összegzés
| Hajója | Parancsnoki szolgálata               | Őrjáratok száma | Őrjáratok hossza (nap) | Eltalált hajók száma | Eltalált hajók vízkiszorítása (brt) |
| ------ | ------------------------------------ | --------------- | ---------------------- | -------------------- | ----------------------------------- |
| U–433  | 1941. május 24. – 1941. november 16. | 2               | 41                     | 1                    | 2215                                |

## Megrongált hajó
| Búvárhajó | Nap                  | Hajó   | Nemzetisége | Vízkiszorítása (brt |
| --------- | -------------------- | ------ | ----------- | ------------------- |
| U–433     | 1941. szeptember 11. | Bestum | Norvégia    | 2215                |